# Pargas (ancienne municipalité)
Cet article concerne l'ancienne municipalité. Pour la ville actuelle, voir Pargas.
Pargas (en finnois Parainen) est une ancienne ville du sud-ouest de la Finlande. Elle se situe dans la région de Finlande du Sud-Ouest, à 25 km au sud de Turku, la capitale provinciale.
Le 1er janvier 2009 les communes de Houtskär, Iniö, Korpo et Nagu ont fusionné pour former la ville nouvelle de Väståboland.

## Géographie
C'est la seule ville de Finlande métropolitaine (hors Åland) à être située sur une île, en l'occurrence une des principales îles de l'Archipel de Turku. Elle est d'ailleurs souvent considérée comme la capitale de cet archipel, concentrant commerces et services. Elle compte de nombreuses îles satellites de toutes tailles.
Parainen est reliée par un pont à Kaarina (et par là à Turku). Elle est également reliée en bac à Nagu.
La ville a toujours été à majorité suédophone. Cependant, l'évolution de la population a resserré l'écart entre les deux groupes linguistiques et laissent penser que les finnois pourraient être majoritaires d'ici 10 ans.

## Éducation
On trouve à Pargas l'école de la pêche de Finlande, et un institut de la pêche lié au ministère de l'environnement.

## Événements
Pargas a accueilli le salon Loma-Asuntomessut en 2005 sur la presqu'île d'Airisto.

## Jumelages
- Kärdla (Estonie)
- Ulstein (Norvège)
- Commune de Haninge (Suède)
- Tchudovo (Russie)